# Capanna d'Efra
La capanna d'Efra è un rifugio alpino a 2.039 m s.l.m., risultato della riattazione di due stabili che costituivano l'alpe "Corte di Cima".

## Storia
Fu inaugurata nel 1990.

## Caratteristiche e informazioni
È situata lungo il percorso dell'Alta via della Verzasca. Nella prima cascina vi è il refettorio sono a disposizione piani di cottura sia a legna che a gas, completi di utensili di cucina. I servizi igienici e l'acqua corrente sono all'interno dell'edificio. Il riscaldamento è a legna. L'illuminazione è prodotta da pannelli solari. Nella seconda cascina vi è la stanza unica con 24 posti letto.

## Accessi
- Frasco 885 m - Frasco è raggiungibile anche con i mezzi pubblici. - Tempo di percorrenza: 3,30 ore - Dislivello: 1.200 metri  - Difficoltà: T2
- Personico 325 m  - Personico è raggiungibile anche con i mezzi pubblici. - Tempo di percorrenza: 7 ore - Dislivello: 1.700 metri  - Difficoltà: T2
- Diga della Val d'Ambra 603 m s.l.m. - Il bacino artificiale della Val d'Ambra è raggiungibile in auto. - Tempo di percorrenza: 6 ore - Dislivello: 1.400 metri  - Difficoltà: T2.

## Ascensioni
- Cima di Gagnone (2.518 m) - Tempo di percorrenza: 1,30 min - Dislivello: 479 metri - Difficoltà: T3.

## Traversate
- Capanna Fümegna 8 ore
- Capanna Cognora 8 ore
- Capanna Cornavòsa 8,30 ore